# Комосарія
Комосарія (дав.-гр. Kομοσαρύη; IV ст. до н. е.) — дружина Перісада I, правителя Боспорської держави з династії Спартокідів. Відомі дві посвяти богам, зроблені Комосарією.

## Життєпис

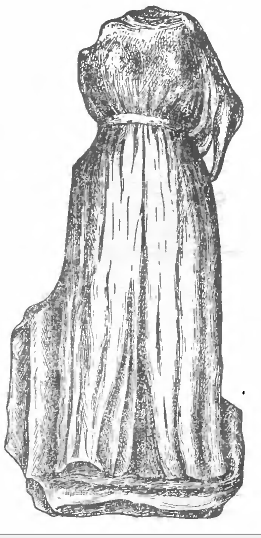
Статуя богині Астари, встановлена Комосарією.

Комосарія була дочкою Горгіппа, представника бокової гілки династії Спартокідів та сіндської царівни. Згідно іншій версії, її матір також походила зі Спартокідів. Комосарія була одружена зі своїм двоюрідним братом Перісадом I, сином архонта Левкона I. На думку дослідників, цей шлюб був династичним та мав на меті укріплення єдності правлячої родини. Також за допомогою шлюбу Перісад I зміг претендувати на володіння Горгіппа у Сіндиці. Після смерті Горгіппа йому вдалося підкорити ці землі. Згідно версії Валерія Яйленко, архонт відсторонив законного правителя — Орхама, брата Комосарії.
Єдині джерела, з яких вона відома — це два присвятних написа богам. Причому на одній з написів її ім'я збереглося не повністю. Перший напис було знайдено Єгором Келером у 1804 році на високому березі Ахтанізовського лиману. Він був нанесений на вапняковий п'єдестал для статуй богів Санерга та Астари. Це єдина згадка зазначених богів у боспорській епіграфіці. Хоча боги мають східні імена, вони значно еллінізіровіні: так Астара на уцілілої статуї одягнена в пеплос, а Санерг у хітон. Текст напису:

Комосарія, дочка Горгіппа, дружина Перісада, по обітниці посвятила сильному богу Санергу та Астарі за Перісада, архонта Боспора та Феодосії і басилевса синдів, всіх маітів і фатеїв.
Оригінальний текст (д.-гр.)
[Kο]μοσαρύη Γοργίππου θυγάτηρ, Παιρισάδους [γυ]νὴ, εὐξαμένη
[ἀν]έθηκε ἰσχυρῶι θειῶι Σανέργει και 'Αστάραι ἅρχοντος Παιρισάδους
[Β]οσπόρου καὶ Θευδοσίης καὶ βασιλεύοντοσ [Σιν]δῶν κα[ὶ] Μαϊτῶν πάντ[ων]
καὶ Θατέων.

Другий напис знайдено у Німфеї. У ньому дочка Горгіппа присвячує статую богині. Хоча з імені дочки збереглося лише закінчення жіночого роду, дослідники приписують цей напис Комосарії. Ім'я богині також не збереглося, але судячи з епіклеси Ілітія (дав.-гр. Ειλείθυια; захисниця породіль) припускають що це була присвята Артеміді на честь народження дитини. Дослідник Новічихин висунув думку, що напис було зроблено ще до архонства Перісада. Коли він, як молодший член династії, був намісником Німфея. Текст напису:

Комосарія(?), дочка Горгіппа ,посвятила по обітниці (?) богині.
Оригінальний текст (д.-гр.)
[Kομοσαρύ]η Γοργίππ[ου] Ι θυγαίηρ
εύξαμένη θειῆι [Εἰλυ]θέηι.

Судячи з цих написів, Комосарія відігравала значну роль у сакральному житті держави. Окрім столичних храмів вона відвідувала також святині у Німфеї та на Таманському півострові. Вважається, що вона це робила не тільки через свою набожність. Але й тому, що це був її обов'язок як дружини правителя.
Відомо що Перісад мав чотирьох синів: Сатира, Горгіппа, Прітана, Евмела та дочку Акію. Однак ім'я їх матері невідоме, тому у дослідників існують сумніви, що всі вони були дітьми Комосарії.
Комосарія користувалася загальною повагою і її ім'я стало дінастійний у Спартокідів. Його носила цариця Камасарія Філотекна, різницю у написанні дослідники пояснюють невпорядкованістю давньої орфографії. З напису знайденого у Віфінії відомо про іншу царицю Камасарію, котру німецький дослідник Август Бьок також пов'язував з Боспором. Етимологія імені невідома, висловлювалися думки про його іранське походження.